# Michał Kościuk
Michał Kościuk (ur. 31 stycznia 1981 w Chełmie) – polski aktor.

## Życiorys
W dzieciństwie występował w teatrze Mały aktor działający przy Miejskim Domu Kultury w Chełmie. W 2005 roku ukończył studia w Akademii Sztuk Teatralnych im. Stanisława Wyspiańskiego w Krakowie (filia we Wrocławiu) na wydziale aktorskim. Popularność przyniosła mu rola Jacka Zawadzkiego w serialu Lombard. Życie pod zastaw, gdzie grał w latach 2017-2019. Wystąpił w piosence rapera, Kaena „Historia pewnej miłości”.

## Filmografia
- 2001: Siostry (etiuda szkolna) - narzeczony siostry
- 2006: Fala zbrodni - Dawid, były chłopak Kamili (odc. 55-56, 77)
- 2008: Trzech kumpli - Henryk
- 2008: Jak żyć? - manager
- 2009: Nie opuszczaj mnie - zakonnik w kuchni
- 2009: Majka - Zbyszek Bednarz
- 2010: Szpilki na Giewoncie - mężczyzna (odc. 10)
- 2011: Wiadomości z drugiej ręki - dziennikarz (odc. 2, 5-6, 14)
- 2011: Szpilki na Giewoncie - osiłek (odc. 20)
- 2012: Szpiedzy w Warszawie - ukraiński bandyta (odc. 4)
- 2012: Krew z krwi - ochroniarz (odc. 1)
- 2013: M jak miłość - taksówkarz (odc. 1032)
- 2013: Pierwsza miłość - gangster Łysy
- 2014: O mnie się nie martw - prokurator (odc. 9)
- 2015: Toast (etiuda szkolna) - Krzysiek, brat Julii
- 2015: Szał (etiuda szkolna) - uczestnik
- 2015: Prawo Agaty - Rupert (odc. 90)
- 2015: Komisarz Alex - Bogdan Falski (odc. 85)
- 2016: Pierwsza miłość - Patryk, informator Grubego
- 2017: Simia (etiuda szkolna) - Pluszkin
- 2017: Miłość w mieście ogrodów - Rudi
- 2017-2019: Lombard. Życie pod zastaw - Jacek Zawadzki
- 2017: Lekarze na start - doktor Sławomir Talar, pediatra (odc. 35, 40-44, 46)
- 2018-2019: Na Wspólnej - Krystian Maślikowski
- 2018: Ślad - Michał Tkaczyk, strażnik więzienny (odc. 9)
- 2019: Mowa ptaków - mężczyzna w kuratorium
- 2020: Zakochani po uszy - fałszerz (odc. 181)
- 2020: Na dobre i na złe - Lulek, przyjaciel Kazi (odc. 766)
- 202: LAB - Adam Traczyk, mąż Klaudii Traczyk (sezon 1)